# Акаста
Акаста, Акасте (грец. Ακαστη, лат. Acasta, англ. Akaste) — персонаж давньогрецької міфології, яка уособлювала нестабільність, непередбачену поведінку, дух протиріч. 
Ім'я Акаста, згадується: 
- як океаніда, дочка Океану і Тетії[2];
- як одна з подруг Персефони, разом з іншими океанідами (німфами);
- коли Аїд викрав майбутню дружину Персефону під час прогулянки з океанідами квітучою долиною[3];

- як годувальниця Деїфіли і Аргії, дочок аргонського царя Адраста[4].